# فرانسوا والورب
فرانسوا والورب (فرانسوی: François Valorbe‎؛ ۲۰ اکتبر ۱۹۱۴ – ۲۳ ژوئن ۱۹۷۷) شاعر، نویسنده و بازیگر اهل فرانسه بود.
از فیلم‌ها یا مجموعه‌های تلویزیونی که وی در آن‌ها نقش داشته‌است می‌توان به بیوه کودرک، خاطرات یک کشیش روستا، ژی‌ژی، کوه، مزد ترس، قطار، به پیش یا بمیر و حیوان اشاره نمود.